# Rdečelistke
Rdečelistke (znanstveno ime Entoloma) so rod gliv iz družine rdečelistark (Entolomataceae).

## Značilnosti
Skupne značilnosti vseh rdečelistk so rožnat trosni prah, trosovnica, sestavljena iz lističev pritrjenih na bet in oglati, bradavičasti ali rebrasti trosi. Večinoma so gniloživke, ki pomagajo pri razgradnji gozdnih odpadkov, kar pomeni, da običajno rastejo na tleh. Nasprotno pa so gobe z rožnatimi trosi v rodu ščitovk (Pluteus) gniloživke na lesni podlagi in jih najdemo na razpadajočih deblih. Vsaj ena vrsta rdečelistk, zajedalska rdečelistka (Entoloma parasiticum), je zajedavec na navadni lisički (Cantharellus cibarius).
Več vrst rdečelistk je strupenih in povzroča gastrointestinalni sindrom s simptomi, kot so bruhanje, driska, slabost in bolečine v trebuhu. Najbolj znana strupena vrsta je velika rdečelistka (Entoloma sinuatum). Pri nizki rdečelistki (Entoloma rhodopolium) so dokazali, da  vsebuje znatne količine mikotoksina muskarina. Obe vrsti sta v Sloveniji pogosti.

## Seznam rdečelistk Slovenije[4]
- vijoličnobetna rdečelistka (Entoloma allochroum)
- dišeča rdečelistka (Entoloma ameides)
- aprilska rdečelistka (Entoloma aprile)
- srebrnovlaknata rdečelistka (Entoloma araneosum)
- zrnata rdečelistka (Entoloma asprellum)
- razbarvana rdečelistka (Entoloma bahusiense)
- modrikasta rdečelistka (Entoloma bloxamii)
- planinska rdečelistka (Entoloma catalaunicum)
- seskasta rdečelistka (Entoloma cetratum)
- tratna rdečelistka (Entoloma chalybaeum)
- skrivna rdečelistka (Entoloma clandestinum)
- užitna rdečelistka (Entoloma clypeatum)
- križnotrosna rdečelistka (Entoloma conferendum)
- vranja rdečelistka (Entoloma corvinum)
- rjavorumena rdečelistka (Entoloma cuneatum)
- dvobarvna rdečelistka (Entoloma dichroum)
- barvita rdečelistka (Entoloma euchroum)
- nesomerna rdečelistka (Entoloma excentricum)
- rjavoluskata rdečelistka (Entoloma formosum)
- luskata rdečelistka (Entoloma griseocyaneum)
- šibka rdečelistka (Entoloma hebes)
- zoprna rdečelistka (Entoloma hirtipes)
- zelenkasta rdečelistka (Entoloma incanum)
- kosmičasta rdečelistka (Entoloma jubatum)
- jeklenomodra rdečelistka (Entoloma lampropus)
- temnoroba rdečelistka (Entoloma linkii)
- bleda rdečelistka (Entoloma lividoalbum)
- modrikastobetna rdečelistka (Entoloma lividocyanulum)
- žlebasta rdečelistka (Entoloma longistriatum)
- modrinasta rdečelistka (Entoloma madidum)
- drobna rdečelistka (Entoloma minutum)
- sivovijoličasta rdečelistka (Entoloma mougeotii)
- črnikasta rdečelistka (Entoloma myrmecophilum)
- snežnata rdečelistka (Entoloma niphoides)
- popkasta rdečelistka (Entoloma omphaliiforme)
- trdokožna rdečelistka (Entoloma ortonii)
- seskata rdečelistka (Entoloma papillatum)
- zajedalska rdečelistka (Entoloma parasiticum)
- širokolistna rdečelistka (Entoloma platyphylloides)
- rana rdečelistka (Entoloma plebejum)
- vonjava rdečelistka (Entoloma pleopodium)
- vrbina rdečelistka (Entoloma politum)
- porfirasta rdečelistka (Entoloma porphyrophaeum)
- mokarična rdečelistka (Entoloma prunuloides)
- Quéletova rdečelistka (Entoloma queletii)
- modrozelena rdečelistka (Entoloma querquedula)
- nizka rdečelistka (Entoloma rhodopolium)
- rombotrosna rdečelistka (Entoloma rhombisporum)
- marčna rdečelistka (Entoloma saundersii)
- trnuljina rdečelistka (Entoloma sepium)
- svilasta rdečelistka (Entoloma sericatum)
- bela rdečelistka (Entoloma sericellum)
- zloščena rdečelistka (Entoloma sericeoides)
- bleščeča rdečelistka (Entoloma sericeum)
- črnomodra rdečelistka (Entoloma serrulatum)
- velika rdečelistka (Entoloma sinuatum)
- gorska rdečelistka (Entoloma sodale)
- nagubana rdečelistka (Entoloma sordidulum)
- ožlebičena rdečelistka (Entoloma subradiatum)
- zvegana rdečelistka (Entoloma undatum)
- alpska rdečelistka (Entoloma vernum)
- spreminjava rdečelistka (Entoloma versatile)
- rumena rdečelistka (Entoloma xanthochroum)